# Diogenià (general)
Diogenià   (valor desconegut - valor desconegut) o Diògenes va ser un comandant militar de l'Imperi Romà d'Orient (492-520).

## Biografia
Diogenià era parent de l'emperadriu Ariadna, esposa primer de l'emperador Zenó (r. 474-475, 476-491) i després d'Anastasi I (r. 491-518).
Va participar a la guerra isàurica (492-497). Va participar l'any 492 a la batalla de Cotièon, i el 493 va procedir al setge de la ciutat de Claudiòpolis, però va ser envoltat i bloquejat fins a l'arribada de les forces de Joan el Geperut.
No se sap quan ni per què, però va ser exiliat per Anastasi. El successor d'Anastasi, Justí I, el va fer tornar del seu exili (tal vegada l'any 518) i el va nomenar magister militum per Orientem, probablement fins a l'any 520.